# NGC 5668
NGC 5668 (другие обозначения — UGC 9363, MCG 1-37-28, ZWG 47.90, IRAS14309+0440, PGC 52018) — спиральная галактика (Sd) в созвездии Дева.
Этот объект входит в число перечисленных в оригинальной редакции «Нового общего каталога».
В галактике вспыхнули:
- сверхновая SN 2004G[пол.] типа II, её пиковая видимая звездная величина составила 17,2[5].
- сверхновая SN 1954B типа Iа, её пиковая видимая звездная величина составила 12,3[5].
- сверхновая SN 1952G, её пиковая видимая звездная величина составила 17,9[5].